# Pálinka de pomme de Szabolcs
Le pálinka de pomme de Szabolcs (en hongrois : szabolcsi almapálinka) est un pálinka hongrois traditionnel produit dans le comitat de Szabolcs-Szatmár-Bereg.